# Historia de la fotografía en España

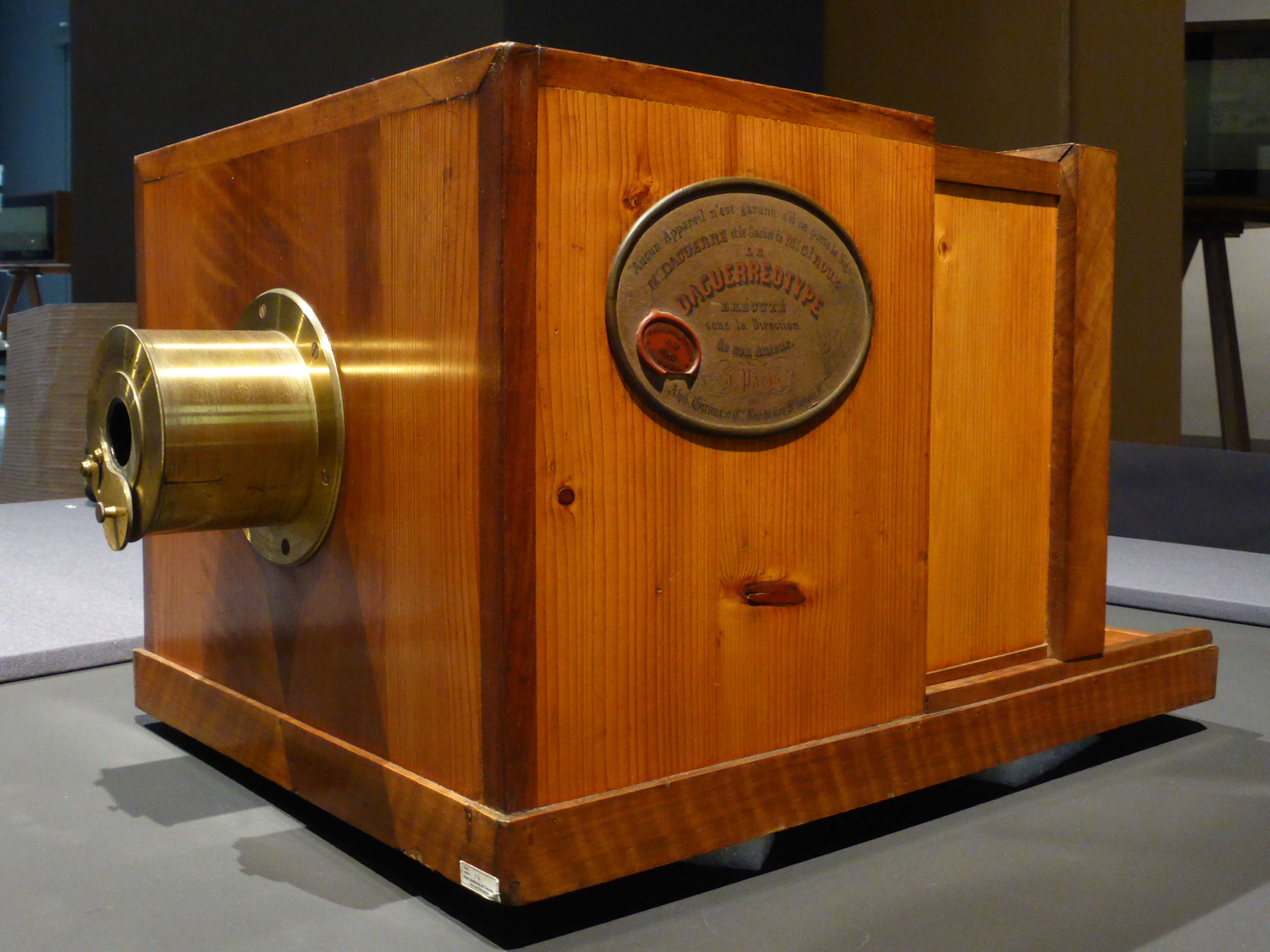
Cámara fotográfica original de 1839, construida por Alph. Giroux, en París. Se conserva en la Real Academia de Ciencias y Artes de Barcelona. Con esta cámara se obtuvieron las primeras vistas al daguerrotipo en Barcelona, el 10 de noviembre de 1839.

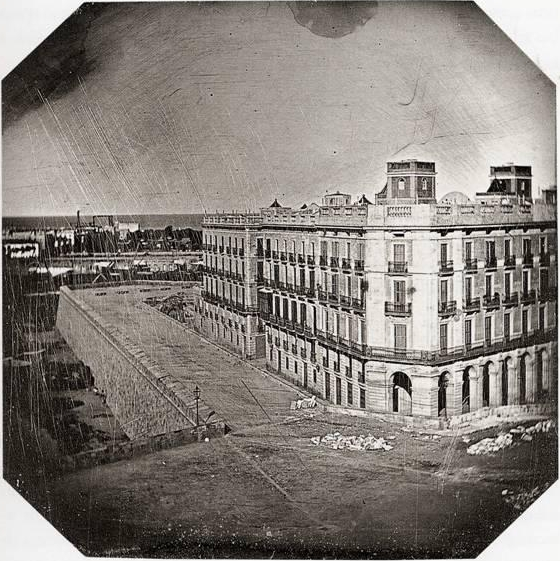
Daguerrotipo con una vista de la Casa Vidal Quadras, cerca de la Casa Xifré, en Barcelona, España, en 1848. Imagen invertida lateralmente, como en un espejo.

La historia de la fotografía en España comienza en enero de 1839, con la publicación en Madrid, en la revista Semanario Pintoresco Español, de la noticia de que «Mr. Daguerre ha hallado el medio de fijar las imágenes que se pintan en el fondo de una cámara oscura» (sobre el primer procedimiento fotográfico anunciado en París). En la España peninsular se tomó un primer daguerrotipo en Barcelona en noviembre de 1839.

## Era prefotográfica
Hubo numerosas actividades prefotográficas como los cosmoramas, dioramas, linterna mágica, fantasmagorías, mundonuevos, etc. que se pusieron de moda sobre todo desde el siglo XVIII; pero la historia de la fotografía en España empieza propiamente con quienes divulgaron y comercializaron en este país el invento de Nicephore Niépce y Louis Jacques Mandé Daguerre. Aunque Nièpce obtuvo una primera fotografía imperfecta en 1826 (Vista desde la ventana), Daguerre siguió experimentando y consiguió superar la técnica inicial en 1837. Así el primer procedimiento fotográfico difundido por Daguerre, en 1839, se conoció como daguerrotipo.

## ElsigloXIX

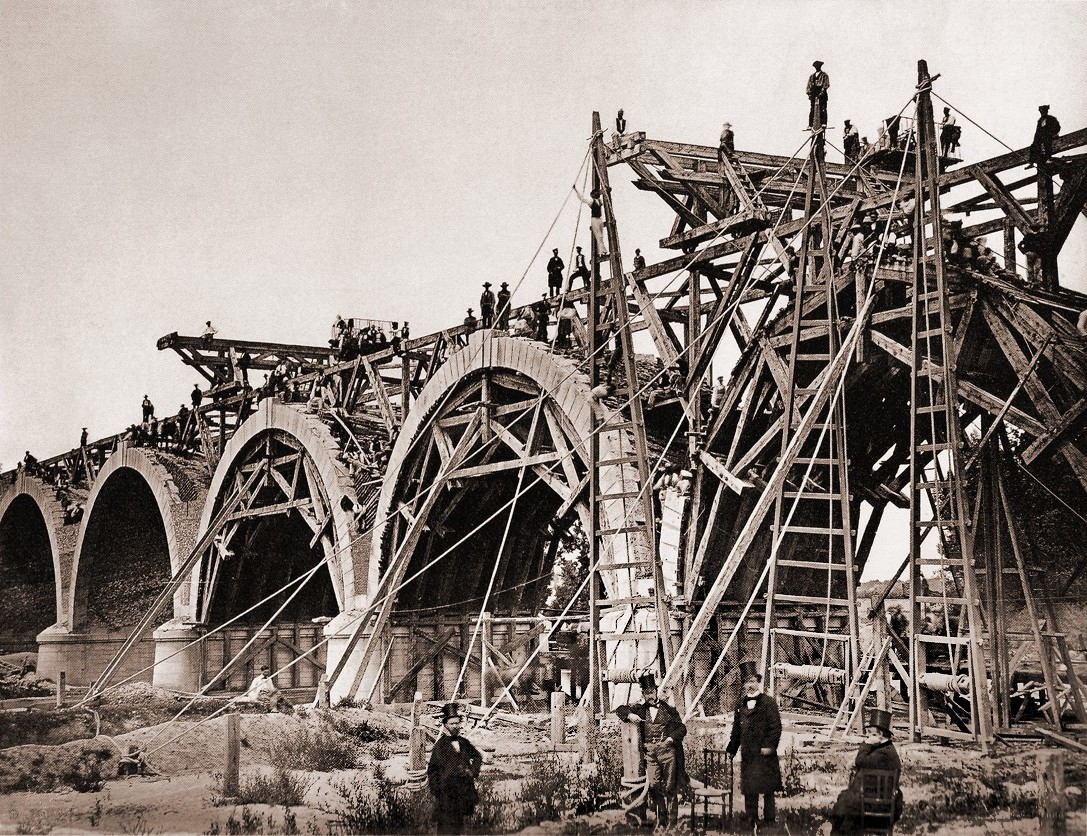
Construcción del Puente de los Franceses en Madrid, por Charles Clifford, hacia 1861.

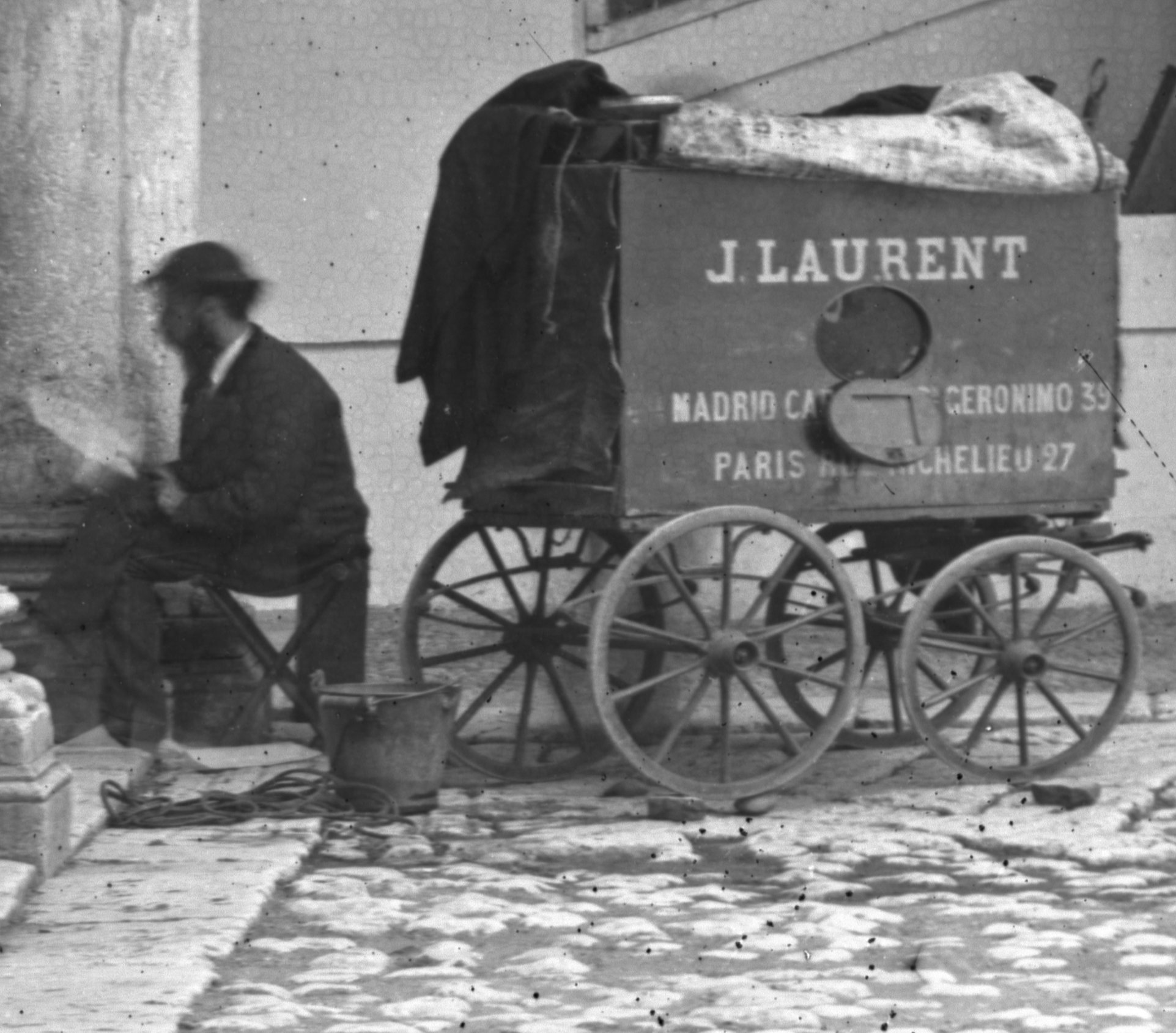
Detalle del carruaje laboratorio del fotógrafo J. Laurent, para preparar y revelar placas de vidrio al colodión, en el año 1872. Fototeca del IPCE.

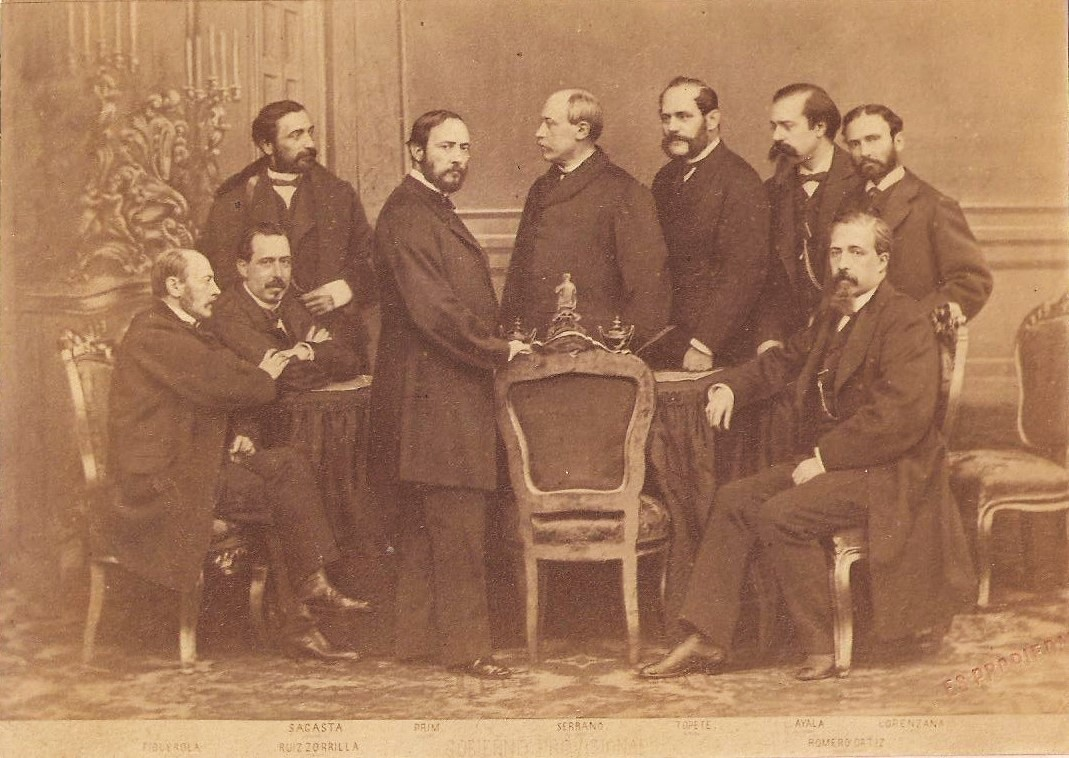
Gobierno Provisional de España tras la revolución, en diciembre de 1868, por J. Laurent.

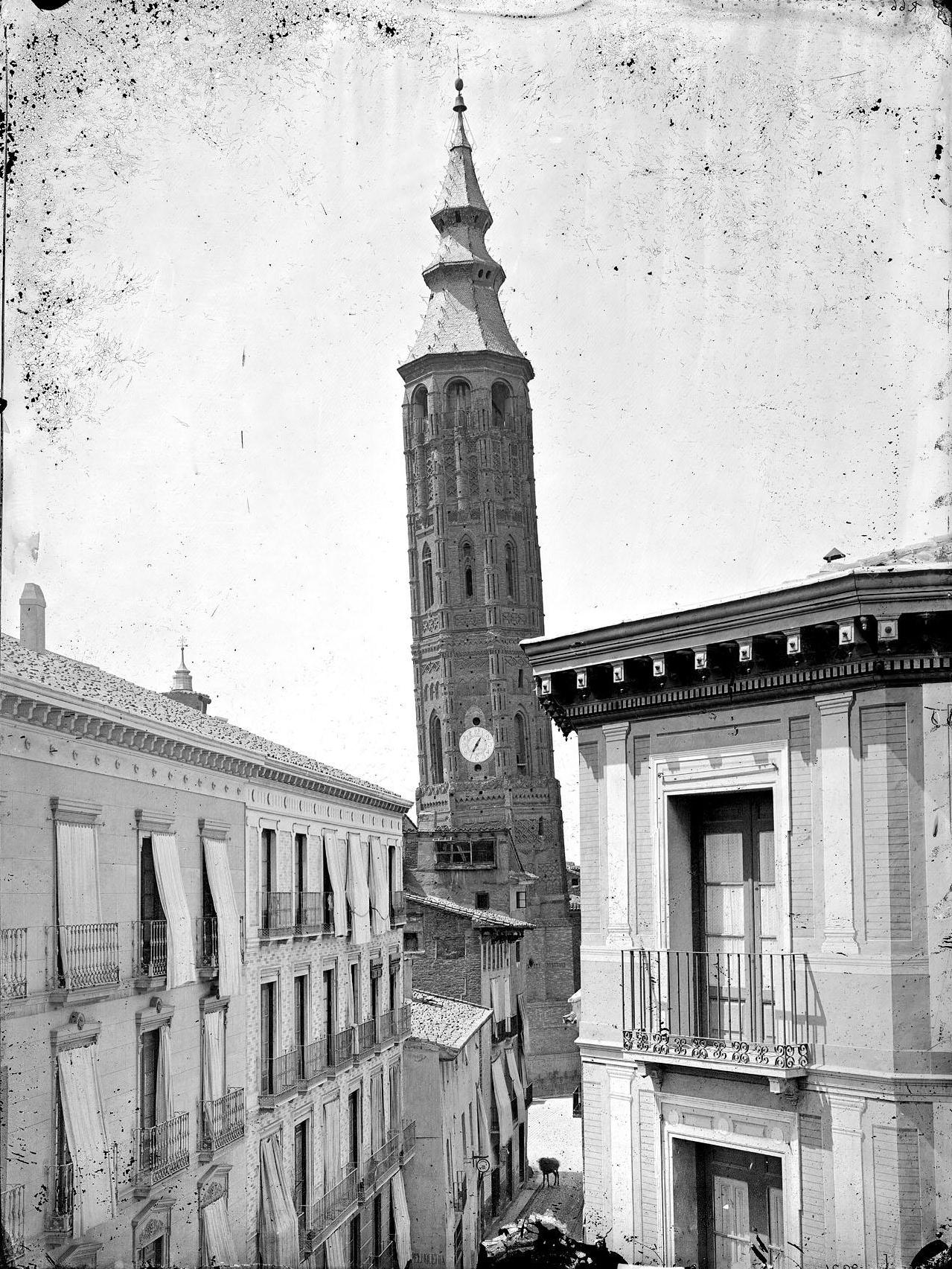
Fotografía de J. Laurent, hacia el año 1875, de la Torre Nueva de Zaragoza. Fototeca del IPCE.

El 10 de noviembre de 1839 se tomó en Barcelona el primer daguerrotipo de la España peninsular, obra del grabador Ramón Alabern y Casas, y ocho días después se realizó otro en Madrid, extendiéndose en otros lugares en poco más de dos o tres años. Los primeros daguerrotipos eran vistas exteriores de ciudades y monumentos, a causa del largo tiempo de exposición que se requería, pero a comienzos de la década siguiente se empezaron a tomar retratos de personas.
Existen pruebas de que en octubre de 1839 ya se obtuvieron vistas en Lisboa, Funchal y Santa Cruz de Tenerife. Ese primer daguerrotipista era el abate francés Louis Compte (o Comte), que viajaba a bordo de la fragata mercante Oriental, dando la vuelta al mundo; aunque el barco se hundió al salir de Valparaíso. Las demostraciones de Compte en Río de Janeiro y Montevideo en 1840 son una referencia en la historia del daguerrotipo en América del Sur. 
Los pioneros de la daguerrotipia fueron científicos de talante progresista, pero el arte fue introducido también por operadores profesionales extranjeros como Charles Clifford, el Conde de Lipa y Eugenio y Enrique Lorichon entre otros, quienes a su vez enseñaron la técnica a gran número de discípulos. 
Uno de los más antiguos daguerrotipos españoles conservados es un retrato tomado en Madrid, supuestamente en 1843 (o en 1848), antes de que se generalizasen los estudios o talleres fotográficos. Otro retrato al daguerrotipo, de fecha más precisa, se tomó en Madrid el 13 de agosto de 1844 y se conserva en la fototeca del IPCE, estando atribuido al daguerrotipista Manuel Herrero. La primera fotografía en papel de España podría datarse en 1848, firmada por el fotógrafo valenciano Pascual Pérez Rodríguez. Por lo general los primeros fotógrafos imitan las composiciones pictóricas e incluso muchos de ellos fueron pintores fascinados por el negocio que ofrecía esta nueva tecnología. Muchos de ellos viajaban por varias ciudades de España (la llamada fotografía itinerante) popularizando la invención al mismo tiempo que comercializando sus obras. Promediado el siglo XIX, los daguerrotipistas han establecido talleres en ciudades como Madrid, Barcelona, Sevilla, Valencia, Zaragoza, Málaga, Santander o Jaén.
Hacia 1847-1857 pretende datarse el daguerrotipo de Toledo presentado  durante la celebración del VII Encuentro de Historia de la Fotografía organizado por el Centro de Estudios de Castilla-La Mancha. La profesora María de los Santos García Felguera ha investigado esta pieza, que fue expuesta en Toledo en junio de 2017. El primer estudio documentado en Toledo es el de Pedroso y Leal, ubicado en la calle Cordonerías, donde trabajó Rafael Mora, un sevillano instalado en Toledo hacia 1867.

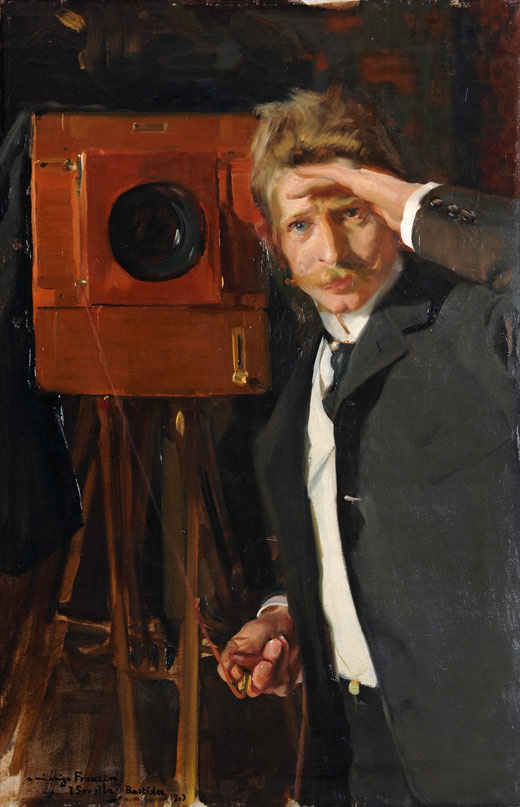
Retrato del fotógrafo Franzen realizado por el pintor Joaquín Sorolla.

Como alternativa a la técnica del daguerrotipo, que no permitía sacar copias, se difundió la invención del calotipo o talbotipo, procedimiento que posibilitaba multiplicar las imágenes partiendo de un negativo de papel. En 1850, todavía la reina Isabel II se hizo retratar al daguerrotipo por José Albiñana. Además, en el decenio de 1850 las placas de vidrio empezaron a prepararse al colodión, reduciendo el tiempo de exposición (de minutos hasta entonces, según la iluminación) a solo varios segundos y mejorando la nitidez. Al filo de esa década el procedimiento del colodión seco (que no se generalizó) fue una alternativa a tener que sensibilizar la placa pocos minutos antes de la toma fotográfica. Nacen los álbumes fotográficos y las colecciones de retratos de familiares y amigos, de niños, de familias y de personas fallecidas ataviadas como si estuvieran vivas (la llamada fotografía post mortem). Se adquieren en el mercado los retratos de personalidades de la política y del espectáculo, y se imprimen también como tarjetas de visita.
En el reinado isabelino destaca la obra del galés Charles Clifford (1819-1863), afincado en Madrid desde 1850 pero viajero infatigable que registró fotográficamente los viajes de Isabel II de 1858 (Valladolid, Toledo y Extremadura), 1860 (Alicante, Baleares y Barcelona), 1862 (Andalucía y Murcia). El francés J. Laurent, residente en Madrid desde 1843, abrió un estudio fotográfico en 1856 y creó un archivo que en las siguientes décadas reunió miles de vistas de España y Portugal. En la ciudad de Jaén, en 1858 trabajan dos fotógrafos: Higinio Montalvo y Genaro Giménez, haciendo lo propio Amalia López Cabrera en 1860, primera fotógrafa española, a la que sucederán en Barcelona otra mujer, Anaïs Napoleón con su hermano. En 1868 tendrá estudio en Sevilla Pastora Escudero y en 1869 Luisa Dorave ejercerá en Málaga. Pasaron por España grandes fotógrafos extranjeros como Robert Peters Napper, los miembros de la Compañía Levy, William Atkinson o el propio Paul Nadar. Hacia 1860 se establecieron en el país los miembros de la primera generación de fotógrafos españoles, como José Spreafico, José Martínez Sánchez, Pedro Martínez de Hebert, Enrique Facio, Ángel Alonso Martínez, José Rodrigo Navarro-Casete, Casiano Alguacil Garzón o Francisco Zagala.
Por entonces se inicia el fotoperiodismo. En 1869, se crea el semanario La Ilustración Española y Americana, en la que colaboran los reporteros más reconocidos del momento, como es el caso de Juan Comba, que realiza reportajes sobre el incendio del Alcázar de Toledo en 1887 y la visita a España de la reina Victoria de Inglaterra calcados por el procedimiento del grabado; es considerado como uno de los precursores del reporterismo gráfico español. Pero solo con revistas como Blanco y Negro, en 1891, fundada por Torcuato Luca de Tena, y Nuevo Mundo, casi tres años después, la fotografía queda plenamente integrada en la prensa española. El influjo de estas revistas en otras de la época fue determinante. En La Revista Moderna aparecían reportajes de Christian Franzen sobre los salones sociales y el ambiente nocturno de Madrid, y las primeras colaboraciones de Alfonso Sánchez García, Vicente Gombau, Alejandro Merletti y Francisco Goñi. El ingeniero, geofísico e inventor Eduardo Mier y Miura tradujo La fotografía moderna: práctica y aplicaciones de Albert Londe, pionero de la cronofotografía, al año siguiente de que se publicase en Francia (Madrid: Fuente y Capdeville, 1889), y utilizó esta técnica en algunos de sus inventos. 
Durante el siglo XIX se desarrolló mucho la técnica: papel de albúmina, papel leptográfico -para retratos al esmalte o de porcelana-, papel de celoidina, marfilotipos, cianotipos, ferrotipos, placas secas de gelatino-bromuro, obturadores mecánicos capaces de conseguir exposiciones de 1/1.000 de segundo... en 1884 se fabrican objetivos anagtismáticos que evitan las deformaciones de la imagen en las esquinas, y en 1888 se inventa la cámara Kodak, que reduce el mecanismo a un cajón provisto de un objetivo capaz de fotografiar sin enfocar previamente cualquier objeto situado a una distancia superior a tres metros. Y aparecen las revistas ilustradas, muchas de las cuales copiaban en forma de grabados reproducciones fotográficas de las noticias hasta que se encontró la forma de imprimirlas. Por fin se consolidan en los últimos diez años del siglo XIX: Blanco y Negro, Nuevo Mundo y La Revista Moderna. Se divulga mucho una modalidad fotográfica, la estereoscópica. La fotografía estereoscópica -o verascópica- consistía en una doble toma de cada fotografía, captada con cámaras provistas de dos objetivos levemente convergentes y separados 9 cm. y situados uno al lado del otro, cuya superposición ofrecía la sensación de perspectiva y profundidad. Será una modalidad muy cultivada por Arturo Cerdá y Rico (1843-1921).
En 1873, Matías Díez Quijano presentó en la Universidad Central de Madrid la tesis Estudio de la fotografía bajo el punto de vista químico.

## ElsigloXX

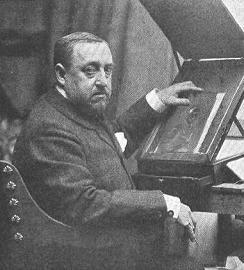
Autorretrato de Kaulak.

La mayoría de los más importantes fotógrafos del primer tercio de siglo fueron retratistas no solo de la élite sino de los tipos populares urbanos y rurales: Kaulak, Christian Franzen, Pablo Audouard, Alfonso Sánchez García (más conocido como "Alfonso") o Venancio Gombau. El científico español Santiago Ramón y Cajal experimentó con la fotografía en color. En 1907 se crea la Real Sociedad Fotográfica en Madrid, en 1922 la Real Sociedad Fotográfica de Zaragoza y en 1923 la Agrupación Fotográfica de Cataluña. En 1933 nace en Barcelona la revista especializada en fotografía Art de la Llum. El crítico de arte José Francés publicó La fotografía artística (Madrid: Ed. Compañía Iberoamericana de Publicaciones, S. A., 1932). Asimismo, en los umbrales del siglo XX se inició en España el pictorialismo fotográfico que, por medio de emulsiones nobles, trataba de acceder a la categoría artística de la pintura. Este grupo realizaba sus obras de modo artesanal, utilizando procedimientos hoy en desuso como las gomas bicromatadas, el carbón o el bromóleo. Entre ellos destacan Joaquim Pla Janini, Miguel Goicoechea, Antoni Campañà, Joan Vilatobà y José Ortiz Echagüe. 
Asimismo, decenas de fotógrafos modestos documentaron exhaustivamente la vida de los pueblos y las gentes, como Luis Escobar, Felipe Manterola, Pacheco, José Suárez o Alfonso Sánchez Portela. Muchos de ellos cultivaron el reporterismo gráfico y dejaron testimonio de los acontecimientos más relevantes de la historia de España: guerra de Marruecos, Semana Trágica de Barcelona, la huelga general de 1917 o la propia guerra civil. El eclipse del pictorialismo dejó paso a los movimientos de la fotografía de entreguerras, como la Nueva Objetividad o la Nueva Visión. Aunque tuvieron poca incidencia en España, sí queda su huella en la obra de Nicolás de Lecuona, Pere Català Pic o Josep Renau. 
En la segunda mitad del siglo destacan grandes maestros como Pere Català Roca, Xavier Miserachs, Paco Gómez, Ramón Masats, Gabriel Cualladó, Pérez Siquier, Leopoldo Pomés, Paco Ontañón, Carlos Saura, Alberto Schommer o Rafael Sanz Lobato. Entre 1950 y 1975 se desarrollan en especial la Escuela de Madrid, la Agrupación Fotográfica de Cataluña y la Agrupación Fotográfica Almeriense (grupo AFAL).
Son miembros de generaciones más jóvenes Cristina García Rodero, Miguel Oriola, Koldo Chamorro, Ramón Zabalza, Isabel Muñoz, Marisa Florez, Chema Madoz, Alberto García-Alix, Ouka Leele, Kim Manresa, Ricky Dávila, José Manuel Navia, Miguel Trillo, Xurxo Lobato, José Ignacio Lobo Altuna, Rubén García Felices, Juan Manuel Castro Prieto, Publio López Mondéjar o Javier Bauluz.